# Богородское (Орловская область)
Богородское — село в Глазуновском районе Орловской области России. 
Административный центр  Богородского сельского поселения в рамках организации местного самоуправления и центр Богородского сельсовета в рамках административно-территориального устройства.

## География
Расположено в 19 км к западу от райцентра, посёлка городского типа Глазуновка, и в 53 км к югу от центра города Орёл.

## Население
| 2002 | 2010 |
| ---- | ---- |
| 456  | ↘341 |

Согласно результатам переписи 2002 года, в национальной структуре населения русские составляли 100 % от жителей.